# Børge Saxil Nielsen
Børge Saxil Nielsen (* 21. Februar 1920 in Kopenhagen; † 20. März 1977 in Lyngby-Taarbæk) war ein dänischer Radrennfahrer.

## Sportliche Laufbahn
Nielsen startete für den Verein CC Gladsaxe. Er war Teilnehmer der Olympischen Sommerspiele 1948 in London. Im olympischen Straßenrennen schied er beim Sieg von José Beyaert aus. Die dänische Mannschaft mit Christian Pedersen, Knud Erik Andersen und Rudolf Rasmussen kam nicht in die Mannschaftswertung. 1947 gewann er die nationale Meisterschaft im Straßenrennen der Amateure vor Willy Emborg, nachdem er 1939 und 1945 bereits Vize-Meister geworden war. 1947 wurde er beim Sieg von Frans Gielen Dritter der Schweden-Rundfahrt. In der Meisterschaft der Nordischen Länder 1949 gewann er 1949 die Goldmedaille in der Mannschaftswertung im Bahnradsport. Die Internationale Friedensfahrt bestritt er 1950.